# Penny dreadful

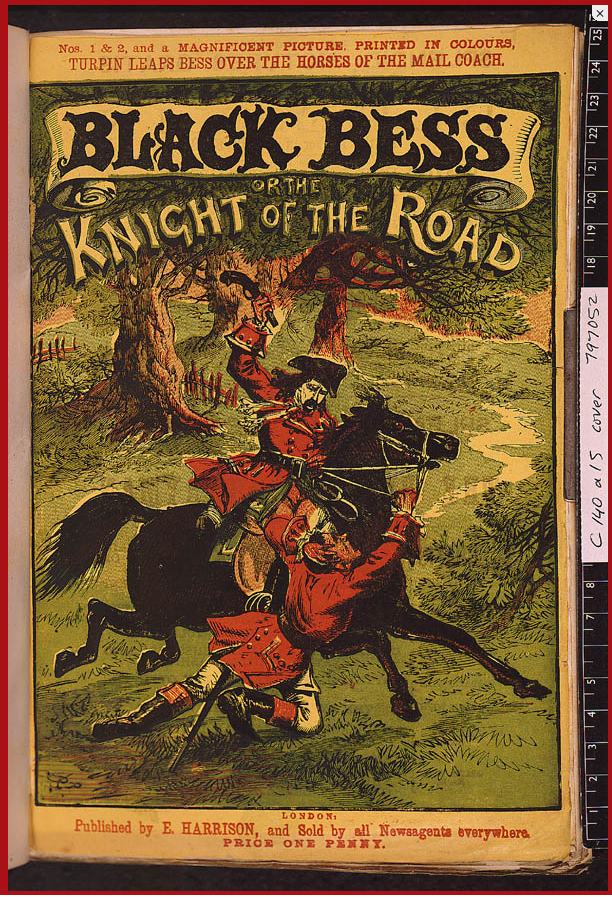
Black Bess; or, The Knight of the Road från cirka 1860.

Penny dreadful är samlingsnamnet på billig och populär följetongslitteratur, som skrevs och gavs ut i Storbritannien under 1800-talet. Den pejorativa termen syftar till att berättelsen kostade en penny och att ämnet ofta var sensationellt och förskräckligt (på engelska: dreadful). Flera av de utgivna penny dreadful-berättelserna handlade om detektiver, kriminella eller övernaturliga varelser.
Bland de mest kända var berättelserna om Sweeney Todd, Dick Turpin, Varney the Vampire och Spring Heeled Jack.
Den första penny dreadful-berättelsen publicerades 1836. Då dessa var billigare än till exempel romaner av Charles Dickens, vilka kostade en shilling, blev de mer tillgängliga för arbetarklassen. Penny dreadful-berättelsernas popularitet dalade under 1890-talet, då de utmanades av annan litteratur, särskilt de snarlika berättelser som publicerades av Alfred Harmsworth, 1:e viscount Northcliffe och som enbart kostade en halfpenny.